# クィンタ・エッセンチア
クィンタ・エッセンチア（羅: quinta essentia）または第五精髄（だいごせいずい）は、中世ヨーロッパの錬金術（キミア）の伝統で14世紀以降に発展した概念。月下界の四元素（火・空気・水・土）のほかに天界の元素として想定された第五元素（アイテール、エーテル）が、月下の自然物の深奥に閉じ込められたものと考えられた。生命の秘密を握ると考えられ、これをもとに普遍医薬が得られるかもしれないと信じられた。

## 起源

### 蒸留術とアルコール
13世紀のヨーロッパでは、蒸留技術の向上によってワイン等からアルコール度の高い各種の「飲料」がつくられるようになった。これらは、血行をよくするなどの医薬的な効用から「生命の水」 aqua vitae などと呼ばれて、各地の修道院で修道士達によって製造・販売されるようになった。そのうち循環蒸留という技術が導入されるようになると、より純度の高いアルコールがえられるようになった。高純度のアルコールのもつ防腐剤や強壮剤としての効果は、当時の人々を驚かせた。とくに純粋アルコールは、火がつき燃えることから「燃える水」 aqua ardens などと呼ばれ、人々の常識をくつがえすその存在は衝撃的でさえあった。
純粋アルコールの驚くべき燃焼・防腐・強壮作用を目の当たりにした中世の人々のなかには、「燃える水」のこれらの特性が天界を構成すべき第五元素のそれに比類されると考えた者たちがいた。そして、この「燃える水」は、天界の元素の一部が間違って地上に降りて、自然物のなかに閉じ込められたと理解されるようになった。そこから発展して、すべての自然物のなかには、天界の物質たる第五元素に比類する「精髄」（エッセンス）がふくまれていると考えられるようになった。この諸事物の深奥に秘められた星界の元素の痕跡は、第五精髄すなわりクィンタ・エッセンチアと呼ばれるようになった。

### キミアとクィンタ・エッセンチア
クィンタ・エッセンチアの考えを前面におし出した最初のキミアの書が、14世紀前半に成立したルペシッサのヨハネス（Johannes de Rupescissa）による『クィンタ・エッセンチアについて』 De consideratione quintae essentiae である。金属の変成にはほとんど関心を払っていないところから、造金を目的とする狭い意味でのキミアの書と受けとるのは不適当かもしれないが、あきらかに医学・薬学的なキミアの伝統のなかに位置していた。
本書を本体とし前書きと後書きとなる部分をつけ加えて、ライムンドゥス・ルルスの名を冠した『自然の秘密について、あるいはクィンタ・エッセンチアについて』 De secretis naturae sive de quinta essentia という書物が、その後すぐに成立する。ルルスに帰される一連のキミア偽書群はこれに大きく依拠して書かれたので、クィンタ・エッセンチアの概念はルルスのキミアの大きな特徴となった。こうして、この概念は知名度の低いヨハネスよりは、かの有名なルルスの名のもとに流布されることになった。これらの書物をとおして、クィンタ・エッセンチアの理論は15世紀の後半にはヨーロッパで一般によく知られるようになった。